# Laurie Batista
Laurie Rachel Batista López (29 de mayo de 1996) es una futbolista panameña que juega como mediocampista en el Santa Fe FC de la Liga Nacional de Fútbol Femenino de Guatemala.

## Trayectoria

### CD Universitario
Comenzó a jugar en la Liga de Fútbol Femenino en el 2017 con el club Chorrillo FC que después en 2018 pasó a llamarse CD Universitario. Salió campeona de la Liga de Fútbol Femenino 2018, del Torneo Clausura 2019 LFF y del Torneo Apertura 2019 LFF.

### UD Tacuense
El 29 de diciembre de 2019 fue anunciada como nueva jugadora del UD Tacuense. Por temas con su agente no pudo debutar con el club.

### CD Universitario
En el 2020 regresó al CD Universitario para disputar el torneo del 2020.

### Tauro FC
El 9 de febrero de 2021 fue anunciada como nueva jugadora del Tauro FC. Salió campeona con el club del Torneo Apertura 2021, de la Superfinal de Liga de Fútbol Femenino de Panamá 2020-21, del Torneo Clausura 2021 LFF, de la Liga de Fútbol Femenino 2022 y del Torneo Apertura 2023 LFF.

### CS Herediano
El 8 de septiembre de 2023 fue anunciada como nueva jugadora del Club Sport Herediano. Debutó el 9 de septiembre de 2023 en la victoria 3 a 1 contra el Dimas Escazú anotando 1 gol.

### Santa Fe FC
El 23 de enero de 2024, fue anunciada como nueva jugadora del Santa Fe FC. Debutó con el club el 24 de enero de 2024 en la victoria 1 a 2 contra el Panamá City FC en el estadio Los Andes, donde anotó el gol de la victoria. Fue campeona del Torneo Apertura 2024 Liga de Fútbol Femenino, en donde le ganaron la final 4 a 0 contra el CIEX Sports Academy en el COS Sports Plaza. Fue titular, anotó el cuarto gol del equipo y jugó todo el partido.

### Deportivo Xinabajul
El 1 de julio de 2024, fue anunciada como nueva jugadora del Deportivo Xinabajul. Debutó con el club el 19 de julio de 2024 en la derrota 3 a 2 contra el Alianza FC en el Estadio Cementos Progreso. Jugó la Copa Interclubes de la Uncaf Femenino 2024 en donde quedaron en la quinta posición después de ganar 1 a 2 contra el Real Estelí en el Estadio Cementos Progreso.

## Selección nacional

### Categorías inferiores
Fue convocada por la selección sub-17 de Panamá para disputar el Campeonato Femenino Sub-17 de la Concacaf de 2012, donde disputó 7 partidos y anotó 2 goles.

### Selección absoluta
Batista apareció en cinco partidos para Panamá en el Campeonato Femenino CONCACAF 2018. Disputó los Juegos Panamericanos de 2019 en Perú, también disputó el Campeonato Femenino de la Concacaf de 2022. Formó parte del plantel que disputó la Copa Mundial Femenina de Fútbol de 2023.

### Goles internacionales
| Goles internacionales | Goles internacionales | Goles internacionales                              | Goles internacionales | Goles internacionales | Goles internacionales | Goles internacionales             |
| N.º                   | Fecha                 | Lugar                                              | Rival                 | Marcador              | Resultado             | Competición                       |
| --------------------- | --------------------- | -------------------------------------------------- | --------------------- | --------------------- | --------------------- | --------------------------------- |
| 1                     | 22 de marzo de 2018   | Estadio Ato Boldon, Couva, Trinidad y Tobago       | Trinidad y Tobago     | 1–2                   | 1–2                   | Amistoso                          |
| 2                     | 17 de febrero de 2022 | Estadio Rommel Fernández, Ciudad de Panamá, Panamá | Barbados              | 4–0                   | 5–0                   | Campeonato de la Concacaf de 2022 |
| 3                     | 9 de abril de 2022    | FFB Field, Belmopán, Belice                        | Aruba                 | 0–1                   | 0–9                   | Campeonato de la Concacaf de 2022 |
| 4                     | 9 de abril de 2022    | FFB Field, Belmopán, Belice                        | Aruba                 | 0–2                   | 0–9                   | Campeonato de la Concacaf de 2022 |
| 5                     | 9 de abril de 2022    | FFB Field, Belmopán, Belice                        | Aruba                 | 0–6                   | 0–9                   | Campeonato de la Concacaf de 2022 |

## Clubes
| Club                | País       | Año         |
| ------------------- | ---------- | ----------- |
| CD Universitario    | Panamá     | 2017 - 2019 |
| UD Tacuense         | España     | 2019 - 2020 |
| CD Universitario    | Panamá     | 2020        |
| Tauro FC            | Panamá     | 2021 - 2023 |
| CS Herediano        | Costa Rica | 2023        |
| Santa Fe FC         | Panamá     | 2024        |
| Deportivo Xinabajul | Guatemala  | 2024 - Act. |

## Palmarés

### Títulos nacionales
| Título           | Club             | País   | Año     |
| ---------------- | ---------------- | ------ | ------- |
| Primera División | CD Universitario | Panamá | 2018    |
| Primera División | CD Universitario | Panamá | 2019-C  |
| Primera División | CD Universitario | Panamá | 2019-A  |
| Primera División | Tauro FC         | Panamá | 2021-A  |
| Superfinal LFF   | Tauro FC         | Panamá | 2020-21 |
| Primera División | Tauro FC         | Panamá | 2021-C  |
| Primera División | Tauro FC         | Panamá | 2022    |
| Primera División | Tauro FC         | Panamá | 2023-A  |
| Primera División | Santa Fe FC      | Panamá | 2024-A  |